# Zeamsone
Zeamsone, pseudonimo di Paweł Świdnicki (Przemyśl, 4 aprile 2000), è un rapper polacco.

## Biografia
Zeamsone si è fatto conoscere col primo album in studio 777 (2018), classificatosi 6º nella OLiS. L'anno successivo viene presentato il secondo LP, intitolato Hundred Bands, con cui ottiene un secondo ingresso nella top ten polacca.
734 Guitars (2020) è divenuto il suo primo LP a esordire nella top five. Uniwersum, uscito due anni più tardi, ha invece debuttato al 2º posto della classifica nazionale e ha ottenuto un disco d'oro per le 15 000 unità equivalenti.
??? (2023), quinto progetto in studio, ha raggiunto il vertice della graduatoria nazionale, venendo successivamente certificato doppio platino dalla ZPAV. Esso ha prodotto la hit 5 influencerek (2023), numero uno per svariate settimane e certificata diamante, nonché il terzo brano più consumato dell'intero anno.
Nel luglio 2024 è avvenuta la pubblicazione del sesto progetto in studio, dal titolo Wirtuoz; l'LP, certificato oro, ha fatto il debutto al 10º posto della OLiS.

## Discografia

### Album in studio
- 2018 – 777
- 2019 – Hundred Bands
- 2020 – 734 Guitars
- 2022 – Uniwersum
- 2023 – ???
- 2024 – Wirtuoz

### Singoli
- 2018 – Dystans
- 2018 – Jedna noc
- 2018 – ABCD (feat. White 2115)
- 2018 – Jungla (con Miyo e Merghani)
- 2019 – Nie interesuje
- 2019 – Trudny
- 2019 – Sport (feat. Young Igi)
- 2019 – Japanese Hoes (con Deys)
- 2020 – Sweet Dreams
- 2020 – Dom/What a Time to Be Alive
- 2020 – Tryb komfort (con Obi)
- 2020 – Moi Ziomale (con GeezyBeatz)
- 2020 – Maybach
- 2020 – Gitara mi gra (con Obi e Bryan)
- 2020 – Ostatni dzień wakacji (con Siles)
- 2020 – Rancho (con Vitali)
- 2021 – 4 kobiety (con Da Vosk Docta e Bonson)
- 2021 – BB
- 2021 – Za moich ludzi (con Martin)
- 2021 – Palm Angels
- 2021 – Bio
- 2022 – Kominiarka Nike
- 2022 – High Right Now
- 2022 – Poszło (con VNM)
- 2022 – Dubai
- 2022 – Cena ambicji
- 2022 – 20k
- 2023 – 21 gramów
- 2023 – Inferno (con Filipek e Faded Dollars)
- 2023 – Dyscyplina (con Hellfield)
- 2023 – Tsunami (con Qry)
- 2023 – Więzień wizerunku
- 2023 – 5 influencerek
- 2023 – Chciałem to na intro (con BarTie)
- 2023 – Rysy (con Pawbeats e Paluch)
- 2023 – Perfidia
- 2023 – Ostatnia prosta (con Opał e Jonatan)
- 2024 – Drugi raz (con Qry)
- 2024 – Nie jestem romantyczny
- 2024 – Mroczna komnata (con Kubi Producent e Young Leosia)
- 2024 – Cele
- 2024 – 4 rano
- 2024 – 7 dam
- 2024 – Nie chcę przestać się bawić (con Szpaku)
- 2024 – Polityka dzielnicy
- 2024 – Limit (con Miszel e Premixm)